# 紅山森林動物園

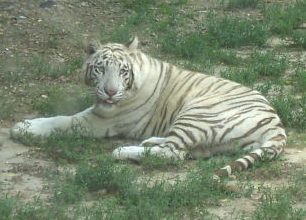
紅山森林動物園で飼育されている白虎

紅山森林動物園（こうざん-しんりん-どうぶつえん）は中華人民共和国南京市玄武区北部に位置する動物園。
南京駅、玄武湖の北に位置している。南京唯一の市立動物園であり、以前は玄武湖動物園と紅山公園に分かれていたが合併して1998年9月28日に開園した。園内には熊猫館（パンダ館）など37もの館舎がある。

## 入園料・開園時間
- 入場料 - 40元（2023年7月現在）
- 開園時間
  - 8：30-16：30　年中無休

## 施設・動物一覧

### 大紅山
- パンダ館

　　ジャイアントパンダ
- ミーアキャット館

　　ミーアキャット
- 南京の動物

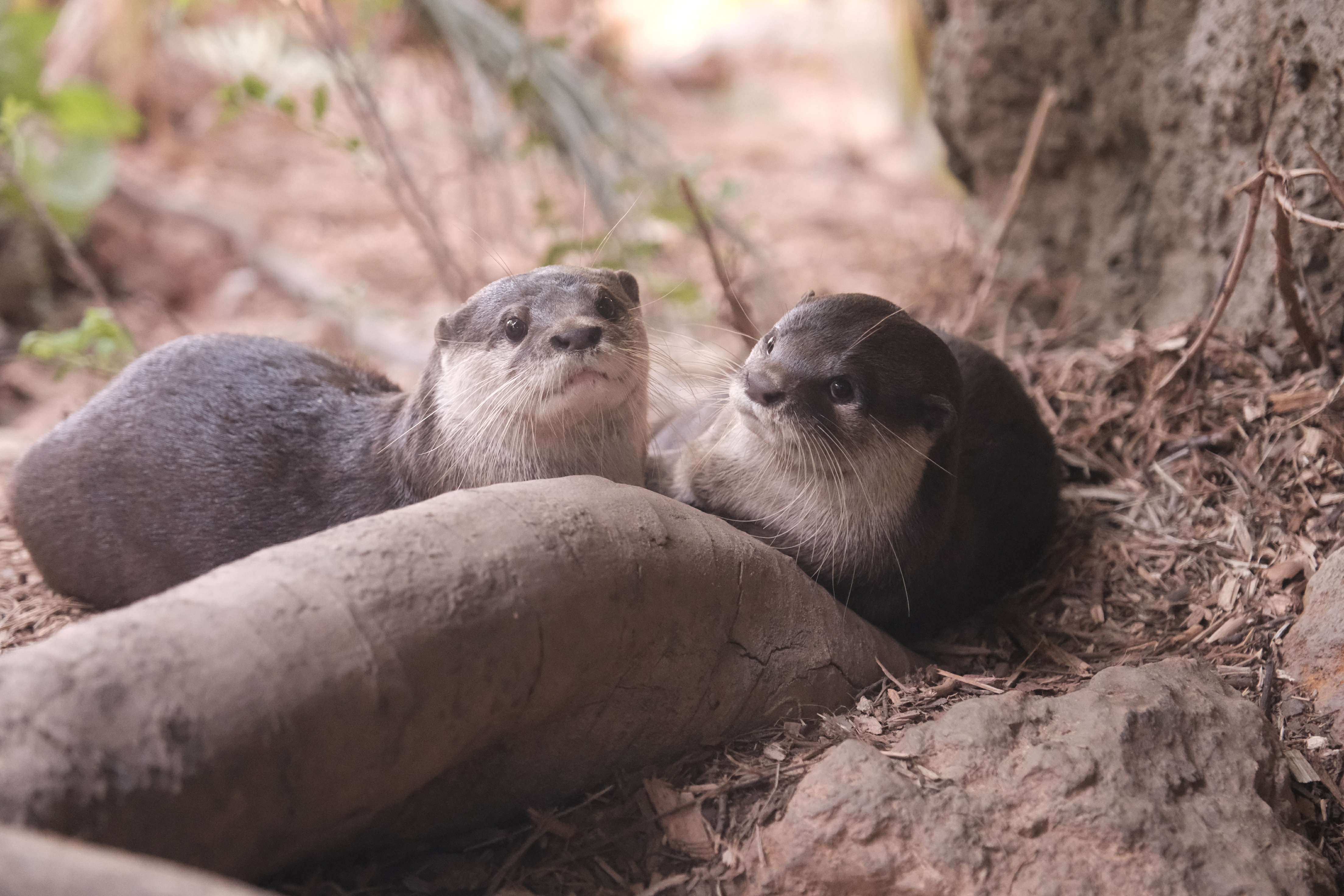
コツメカカワウソ

　　イノシシ、ヨウスコウアリゲーター、コツメカワウソ、タヌキ、アジアアナグマ、イタチ、キバノロ、インドキョン、ベンガルヤマネコ、チュウゴクイモリ、アジアヒキガエル、タイリクスベトカゲ

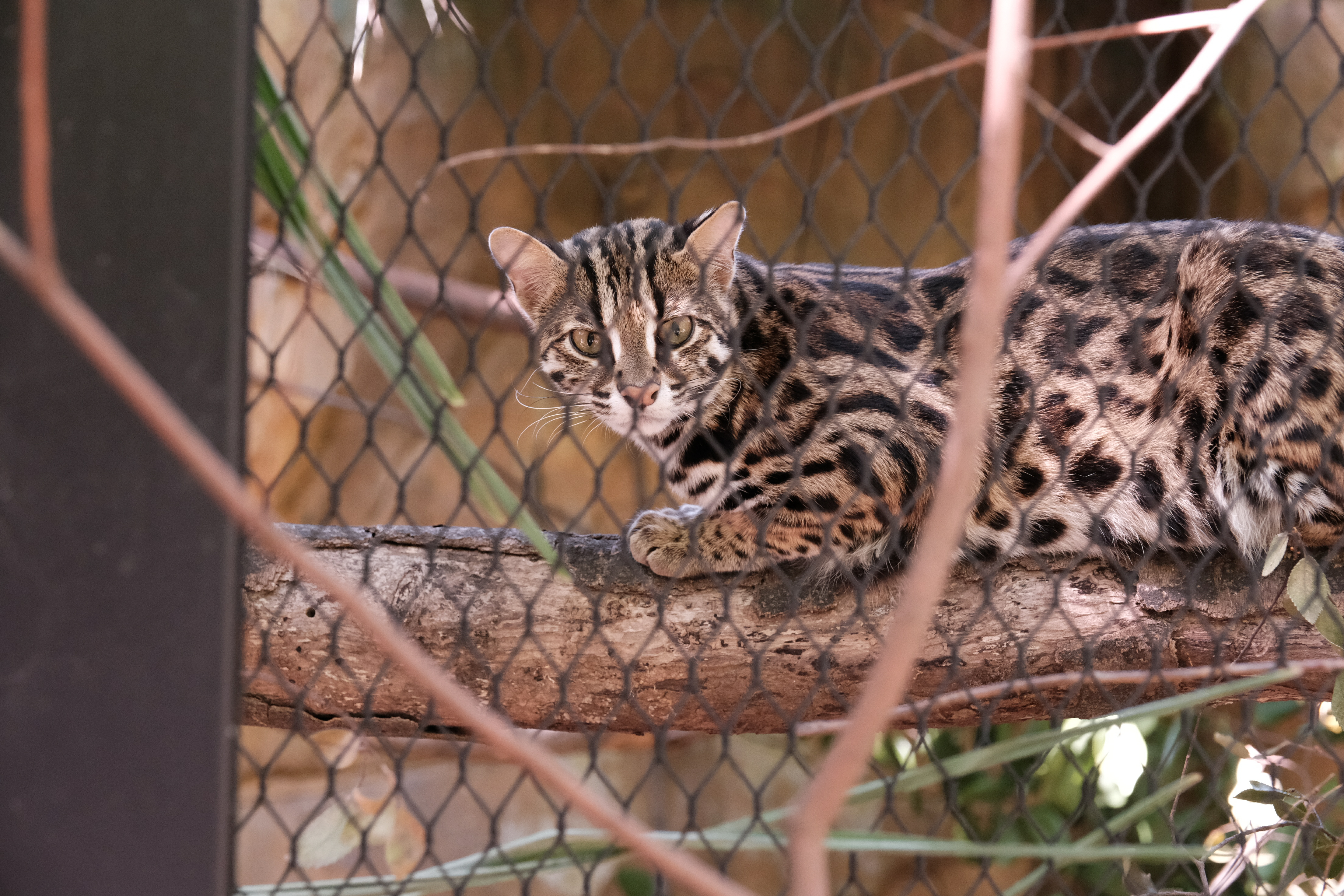
ベンガルヤマネコ

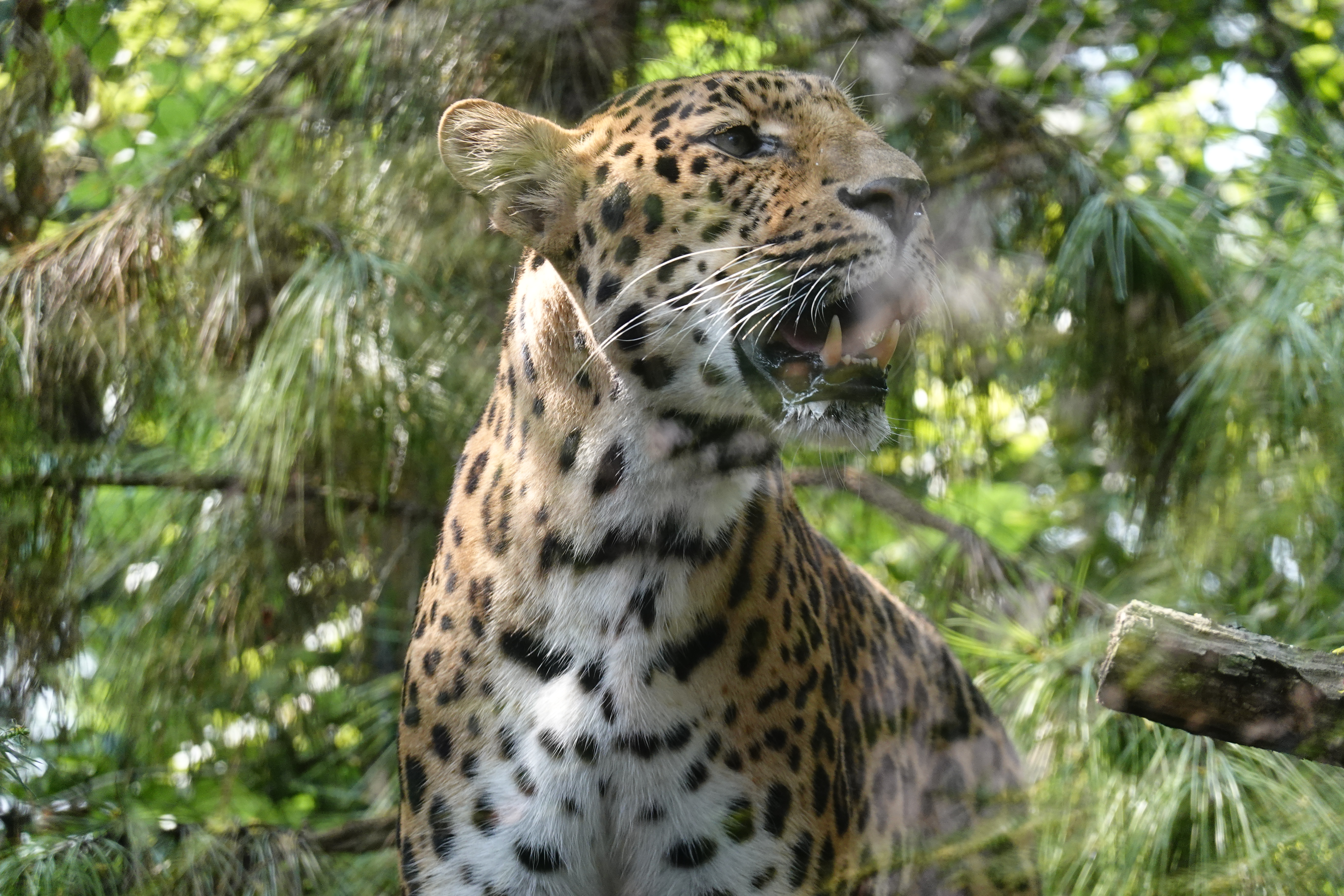
ヒョウ

- 狼谷

　　オオカミ
- 中国のネコ科動物

　　オオヤマネコ、ヒョウ、ベンガルヤマネコ
- 世界のネコ科動物

　　ピューマ、ジャガー、カラカル、サーバル
- 熊山

　　ツキノワグマ、ヒグマ
- 虎館

　　アムールトラ、ベンガルトラ
- 猿山

　　アカゲザル

### 放牛山
- 高黎貢（横断山脈の動物）

　　レッサーパンダ、フーロックテナガザル、ハッカン、カワウ
- コアラ館

　　コアラ
- キリン館

　　アミメキリン
- 象館

　　アジアゾウ、シロサイ
- アジアの霊長類館

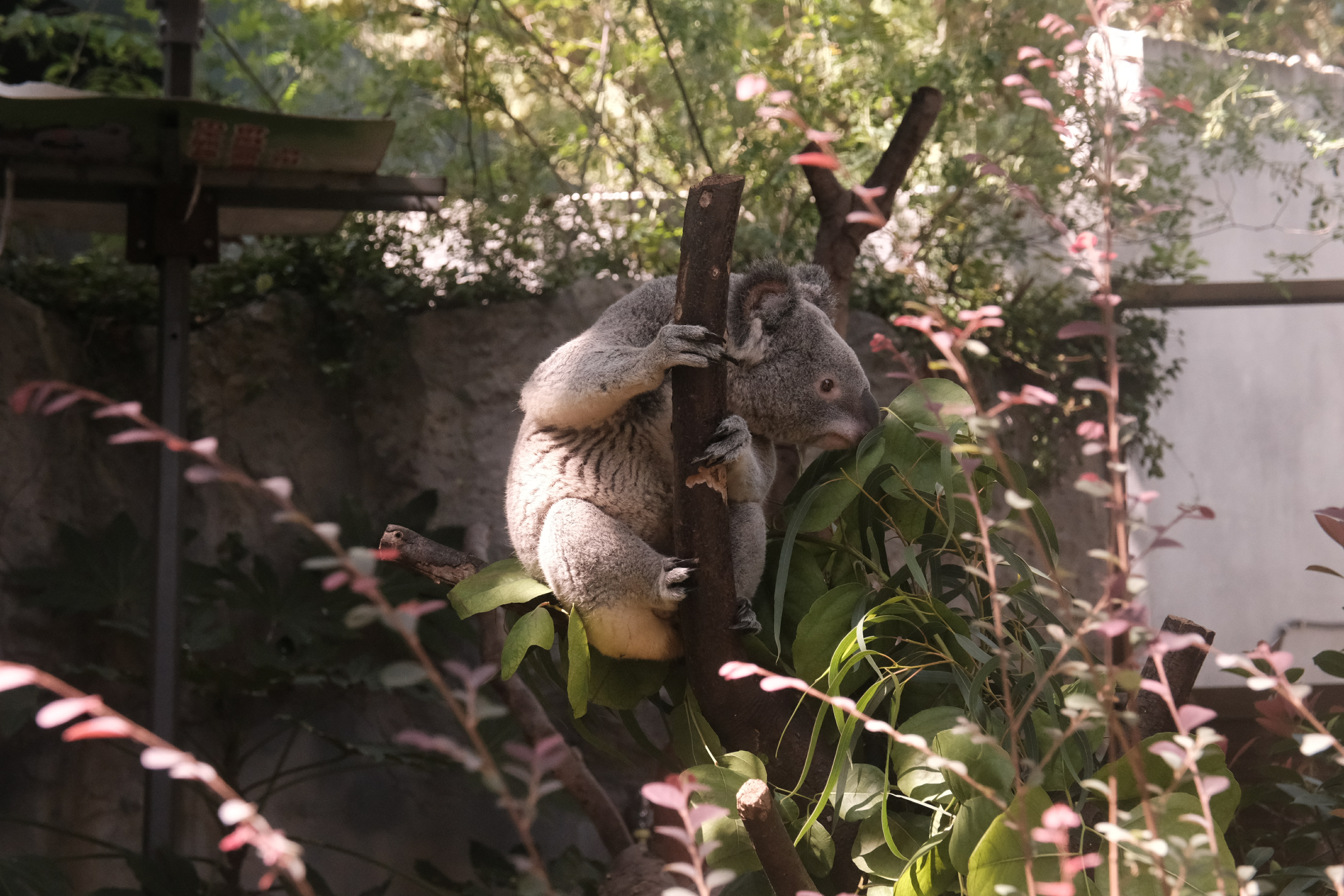
コアラ

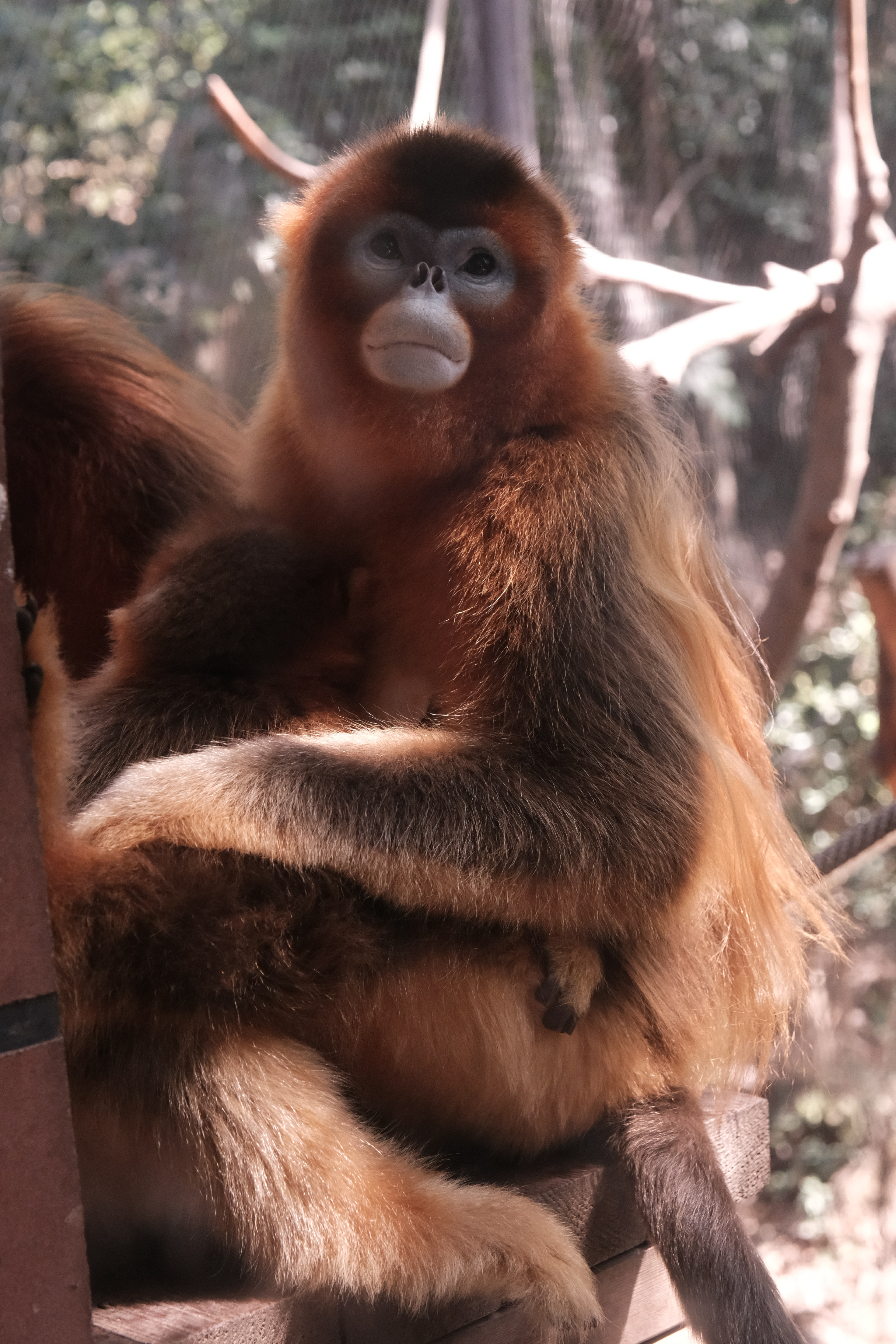
キンシコウ

　　キンシコウ、キタホオジロテナガザル、キホオテナガザル、シロテテナガザル、フランソワルトン、アッサムモンキー、オランウータン
- カバ館

　　カバ
- チンパンジー館

　　チンパンジー
- ゴンドワナ大陸（アマゾン、インド、オーストラリアの動物）

　　フクロテナガザル、アビシニアコロブス、クロクモザル、コモンリスザル、ヒゲサキ、シロガオサキ、アカハナグマ、カピバラ、ムツオビアルマジロ、フタユビナマケモノ、中央アメリカアグーチ、スローロリス、オニオオハシ、ラッパチョウ、ショウジョウトキ、メスグロホウカンチョウ、グリーンイグアナ、サイイグアナ、エボシカメレオン、 フィリピンホカケトカゲ、ソウシチョウ、コジュケイ、ヒメウズラ、アカハラシキチョウ、コモンマーモセット、アカテタマリン、ワタボウシタマリン、ゴールデンライオンタマリン、オオカンガルー、エミュー、ヒクイドリ、フラミンゴ、ボアコンストリクター、ミドリニシキヘビ、エロンガータリクガメ

### 小紅山
- キバノロの森

　　キバノロ、インドキョン
- サイチョウ館

　　オオサイチョウ、シワコブサイチョウ
- 雉舎

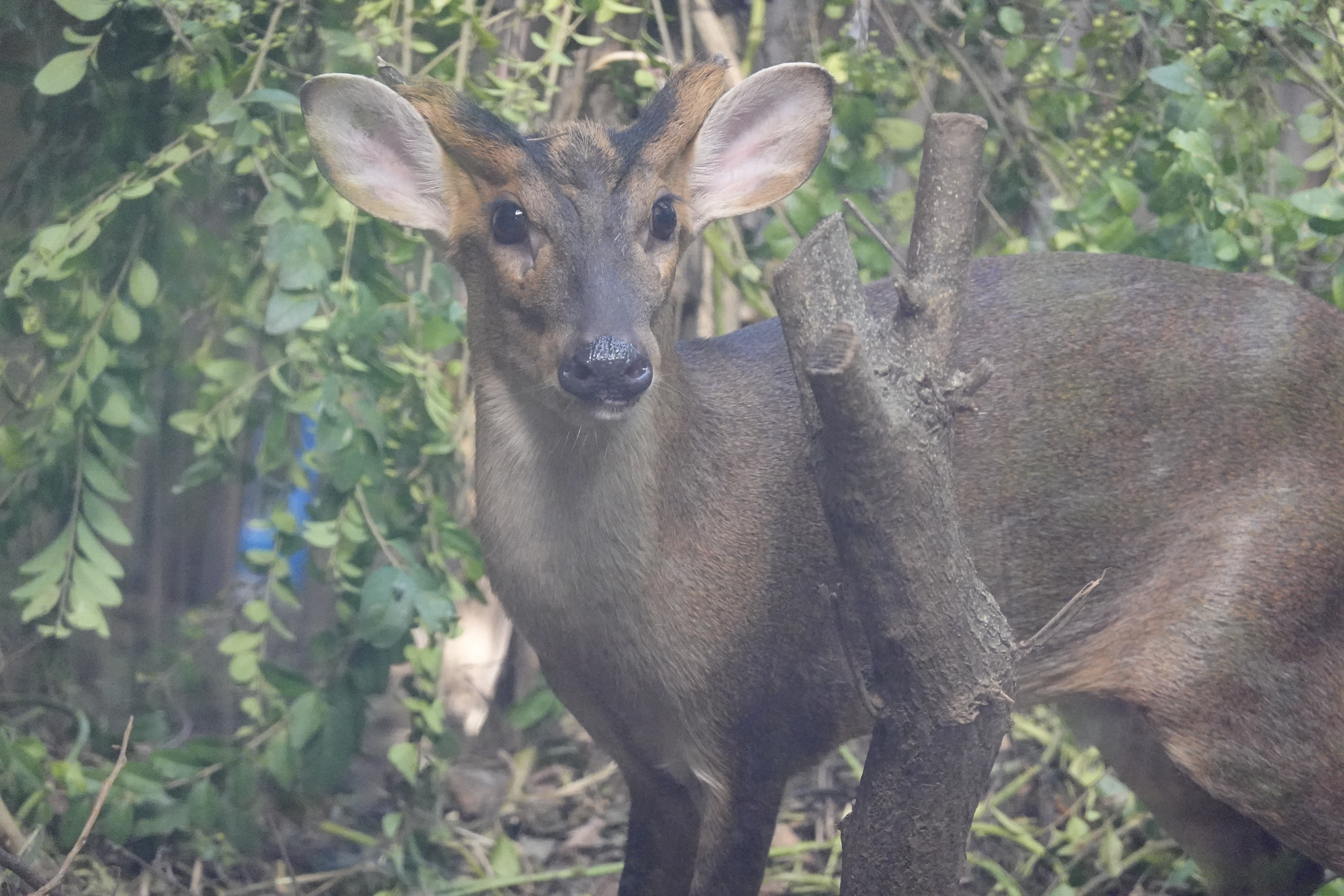
インドキョン

　　キンケイ、アオミミキジ、ベニジュケイ、タンチョウ、ホオジロカンムリヅル、クロヅル、コウライキジ、オナガキジ
- クロハゲワシ舎

　　クロハゲワシ
- 鶴舎

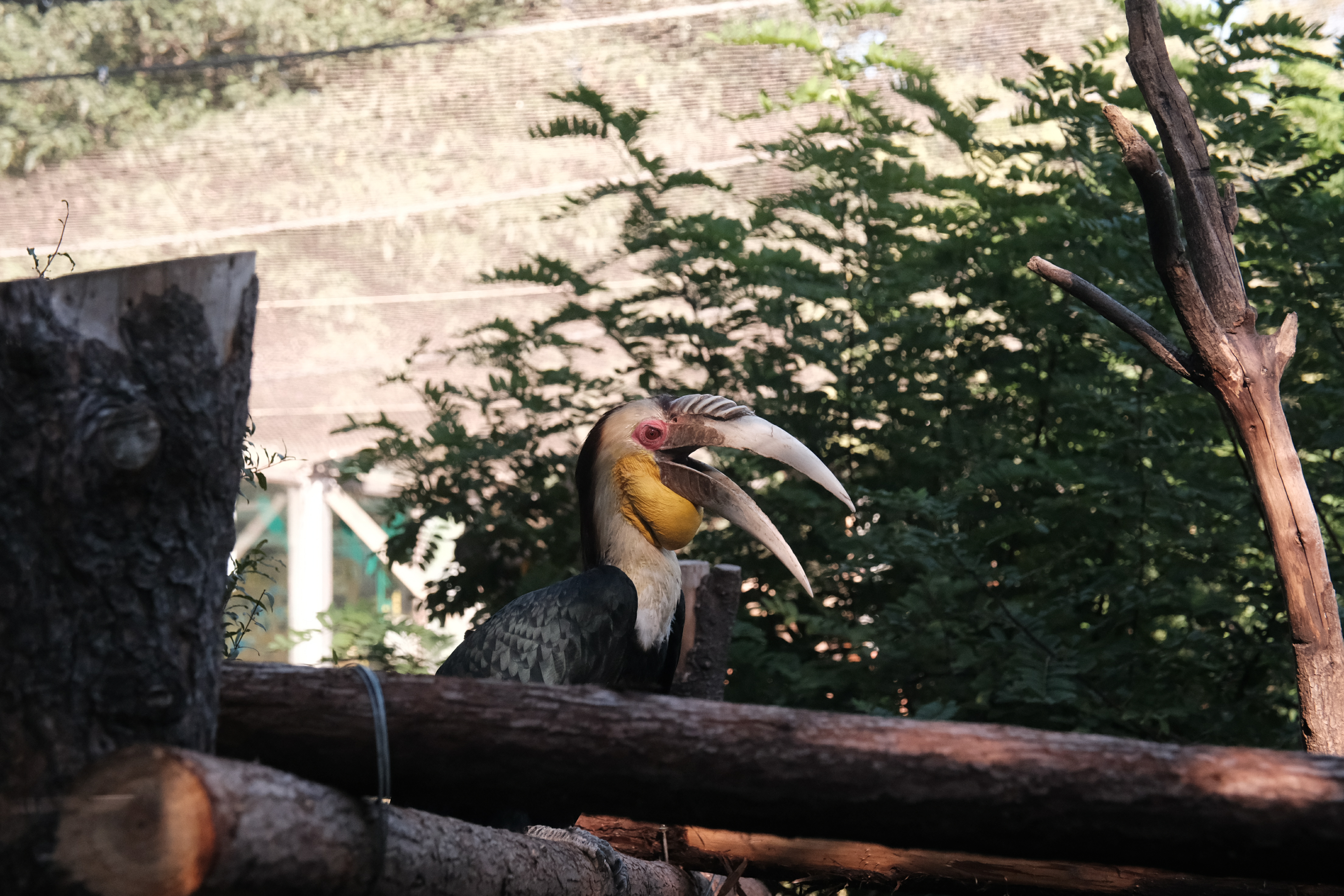
シワコブサイチョウ

　　コウノトリ、アネハヅル、セグロカモメ、クロトキ、マナヅル、アオサギ
- 鸚鵡舎

　　キバタン、ヨウム、オオハナインコ、ベニコンゴウインコ、ルリコンゴウインコ、キエリボウシインコ、キビタイボウシインコ、キホオボウシインコ、キソデボウシインコ、ヤシオウム、ホオミドリアカオウロコインコ、ネズミガシラハネナガインコ
- 熱帯鳥類館

　　インドクジャク、オオダルマインコ、オオホンセイインコ、ワキアカボウシインコ、オキナインコ
- キツネザルの島

　　キツネザル、ペリカン
座標: 北緯32度05分39秒 東経118度47分54秒 / 北緯32.0941024度 東経118.7982634度